# Grallaire de Whittaker
Hylopezus whittakeri
Espèce
La Grallaire de Whittaker (Hylopezus whittakeri) est une espèce monotypique d'oiseaux de la famille des Grallariidae endémique du Brésil.

## Systématique
L'espèce Hylopezus whittakeri a été initialement en 2012 par Lincoln S. Carneiro (d),Luiz P. Gonzaga (d), Péricles Sena Rêgo (d), Iracilda Sampaio (d), Horacio Schneider (d) et Alexandre L. P. Aleixo (d).

## Répartition, habitat
La Grallaire de Whittaker se rencontre au Brésil dans sa partie centre sud de l'Amazonie. Cette espèce vit sur ou très près du sol dans les sous-bois denses des forêts humides de plaine, du niveau de la mer jusqu'à environ 500 m d'altitude. Elle apprécie en particulier les zones humides ou inondées mais également les zones plus sèches dans la limite sud de son aire de répartition.

## Étymologie
Son épithète spécifique, whittakeri, lui a été donnée en l'honneur de l'ornithologue britannique Andrew Whittaker (d) qui, durant ces vingt dernières années, a décrit plusieurs espèces, en a redécouvert d'autres et a préciser leurs aires de répartition.

## Publication originale
- (en) Lincoln Silva Carneiro, Luiz Pedreira Gonzaga, Péricles S.Rêgo, Iracilda Sampaio, Horacio Schneider et Alexandre Aleixo, « Systematic revision of the Spotted Antpitta (Grallariidae: Hylopezus macularius), with description of a cryptic new species from Brazilian Amazonia », The Auk, Washington, AOS, vol. 129, no 2,‎ avril 2012, p. 338-351 (ISSN 0004-8038 et 1938-4254, OCLC 636759596 et 1518634, BNF 37574357, DOI 10.1525/AUK.2012.11157).